# Eulepida flavovestita
Eulepida flavovestita är en skalbaggsart som beskrevs av Moser 1913. Eulepida flavovestita ingår i släktet Eulepida och familjen Melolonthidae. Inga underarter finns listade i Catalogue of Life.